# 日向寺雅人
日向寺 雅人（ひゅうがじ まさと、1987年6月2日日本の俳優。東京都板橋区出身。身長174cm。血液型A型。アイウィズプロモーション所属。

## 略歴
- 2008年に俳優活動を始め同年、映画『フレフレ少女』でライバル校応援団長役で映画デビュー。
- 2016年ヒラタオフィスを退社
- 尊敬する人物は爆笑問題の太田光
- 好きな俳優は渥美清
- 趣味はボードゲーム集め
- 現在は、アイウィズプロモーションに所属
- 2022年に俳優活動を休止、脚本、監督業に主軸に活動中。
- 初監督作品の短編映画『また、いつかどこかで』
- 2025年6月に初の長編映画『満天の星の下で』が全国公開される。

## 出演

### ドラマ
- かるた小町（2008年、フジテレビ）
- 魔王（2008年、TBS）石本信也役
- 最恐ダーリン（2009年、魔法のiらんど）
- 世にも奇妙な物語2009 春の特別編 第1話（2009年、フジテレビ）
- ゴーストフレンズ（2009年、NHK）
- SOIL 第6話（2010年、WOWOW）
- もやしもん（2010年、TBS）
- 桂ちづる診察日録 第1話（2010年、NHK）
- ランナウェイ（2011年 - 、TBS）
- イロドリヒムラ（2012年、TBS）
- 刑事のまなざし 最終話（2013年12月16日、TBS） - 日雇い労働者 役[1]
- 東京にオリンピックを呼んだ男 （2014年、フジテレビ） - 田中 役
- REPLAY&DESTROY（2015年、TBS） - 司会者 役
- 釣りバカ日誌 新入社員浜崎伝助（2015年、テレビ東京）
- 火花 （2016年、Netflix）徳永の上司 役
- マジで航海してます（2017年、TBS）
- 「噂の女」(2018)
- 「さすらい温泉♨遠藤憲一」(2018)
- 「君と世界が終わる日に」(2020)野々村役

### 映画
- 「フレフレ少女」（2008年）ライバル校団長役
- 「禅 ZEN」（2009年）
- 「鑑識・米沢守の事件簿」（2009年）
- 「僕らは歩く、ただそれだけ」（2009年）
- 「学校裏サイト」（2009年）飯島役
- 「ソフトボーイ」（2010年）
- 「ケンタとジュンとカヨちゃんの国」（2010年）
- 「まほろ駅前多田便利軒」（2011年）
- 「軽蔑」（2011年）ニシ
- 「愛と誠」（2012年）ゴロウ役
- 「さよなら渓谷」（2013年）主人公大学時代
- 「甘い鞭」（2013年）警官役
- 「娚の一生」（2015年）警官役
- 「GONIN サーガ」（2015年）警官役
- 「怒り」（2016年）克弘役
- 「こどもつかい」（2017年）
- 「笑う招き猫」(2017) 新聞配達員
- 「ナミヤ雑貨店の奇蹟」(2017) 女形役
- 「純平、考え直せ」(2018) ゲイママ役
- 「音量を上げろタコ!なに歌ってんのか全然わかんねぇんだよ!!」(2018) 韓国人警官
- 「ステップ」(2020)
- 「彼女」(2021)
- 「夕方のおともだち」（2022年）
- 「母性」(2022)
- 「月の満ち欠け」（2022年）

### CM
- 「転職情報誌「JOB」主張篇」アルバイトタイムス（2012年）
- 「そそぐだけシリーズ」サントリー（2013年）
- 「島忠ホームズ」企業広告（2013年）
- JT『想いを届ける、人のそばに篇』（2014年）
- アクサダイレクト『チームアクサ』（2015年）

### PV
- ET-KING『ふたりの歌』 （2008 年）
- MUSIC ON! TV『ASAHI SUPER DRY The LIVE NAVI』オフィシャルサポータ－ 2009 年

## 監督

### 映画
- 「また、いつかどこかで」（2023年）
- 「満天の星の下で」（2025年）[2]